# Колона ди Грило (Сијена)
Колона ди Грило је насеље у Италији у округу Сијена, региону Тоскана.
Према процени из 2011. у насељу је живело 9 становника. Насеље се налази на надморској висини од 225 м.